# Durchgehender Dieselmotor
Als durchgehender Dieselmotor (englisch Diesel engine runaway) wird ein außer Kontrolle geratener Dieselmotor verstanden, der übermäßig viel Kraftstoff aus einer unbeabsichtigten Quelle verbrennt und dadurch seine konstruktionsbedingte Drehzahlobergrenze überschreitet. Dies kann zur Zerstörung durch mechanisches Versagen oder zu Lagerschäden durch mangelnde Schmierung führen.
Ein ähnlicher unbeabsichtigter Lauf bei Ottomotoren mit Vergaser nach Abschalten der Zündung wird als Nachdieseln (englisch dieseling) bezeichnet. Dabei tuckert der Motor unregelmäßig weiter, weil sich Kraftstoff an erhitzten Stellen wie z. B. glühenden Ölkohleablagerungen entzündet. Gegenmaßnahme ist ein Abschaltventil in der Kraftstoffzufuhr, wie es in einigen Mercedes-Benz /8 möglich ist.

## Prinzip
Bei einem klassischen Ottomotor gelangt ein fertiges Gemisch aus Luft und Treibstoff durch das Einlassventil in den Brennraum. Die Menge dieses Gemisches wird mit einer Drosselklappe reguliert, wodurch das vom Motor abgegebene Drehmoment und damit die Motordrehzahl eingestellt wird (Quantitätsänderung).
Im Gegensatz hierzu gelangt beim Dieselmotor ausschließlich Luft durch das Einlassventil in den Brennraum, die, anders als beim Ottomotor, meist nicht mit einer Drosselklappe gedrosselt wird. Das Drehmoment wird nur durch die Menge des eingespritzten Kraftstoffes eingestellt, wobei der Kraftstoff erst innerhalb des Brennraumes mit der Luft vermischt wird (Qualitätsänderung). Je mehr Kraftstoff in den Brennraum gelangt, desto mehr Drehmoment gibt der Motor ab und desto höher ist die Drehzahl. Eine unkontrollierte Kraftstoffzufuhr sorgt somit dafür, dass die Drehzahl unkontrolliert steigt und das Triebwerk seine konstruktiv bedingte Drehzahlobergrenze überschreiten kann.

## Ursachen
In vielen Motoren wird das Kurbelgehäuse in den Lufteinlass entlüftet, sodass die unverbrannten Kohlenwasserstoffdämpfe nicht in die Atmosphäre freigesetzt werden. Bei einem stark verschlissenen Motor können die Verbrennungsgase in das Kurbelgehäuse gedrückt werden, wodurch übermäßiger Ölnebel entsteht, der dann über die Entlüftung aus dem Kurbelgehäuse in den Lufteinlass gezogen wird. Ein Dieselmotor verbrennt diesen Ölnebel, da Motoröl ähnliche Verbrennungseigenschaften wie Dieselkraftstoff aufweist. Der zusätzliche Kraftstoff verursacht eine Erhöhung der Motordrehzahl, dies bewirkt, dass mehr Ölnebel aus dem Kurbelgehäuse in den Verbrennungsraum gedrückt wird und eine Rückkopplung entsteht. Der Motor erreicht schnell einen Punkt, wo er so viel seines eigenen Kurbelgehäuseöls verbrennt, dass er den Betrieb aufrechterhalten kann, auch wenn die normale Kraftstoffzufuhr abgeschaltet wird. Er beschleunigt nun selbstständig, bis er seine Maximaldrehzahl erreicht, die er hält, bis er zerstört wird oder der Ölnebel versiegt. Ein durchgehender Dieselmotor kann auch durch Öl verursacht werden, das durch Ausfall der Öldichtungen in einem Turbolader austritt, ferner auch durch Überfüllen des Kurbelgehäuses mit Öl. Außerdem können auch bestimmte andere mechanische Probleme, wie z. B. eine defekte interne Kraftstoffleitung oder ein verschlissenes oder falsch montiertes Reglergestänge dieses Phänomen verursachen.
Neben dem Ansaugen des eigenen Öls durch Montagefehler oder Verschleiß kann ein Dieselmotor auch durchgehen, wenn er brennbare Flüssigkeiten oder Gase aus der Umgebung ansaugt. Dieses Risiko besteht insbesondere bei chemischen Anlagen, Raffinerien, Gas- und Ölbohranlagen oder ähnlichen Einrichtungen. Auf diesen Anlagen sind daher in vielen Ländern Absperrventile für die Luftzufuhr an Dieselmotoren vorgeschrieben.
Ein durchgehender Dieselmotor kann gestoppt werden, indem die Sauerstoffzufuhr unterbunden wird. Dies kann z. B. erfolgen durch physisches Blockieren des Lufteintritts (unter Verwendung einer Abdeckung oder eines Ventils) oder alternativ chemisch, indem Inertgas in den Lufteinlass gesprüht wird, um die Selbstzündung zu ersticken. Wenn an dem Motor ein Dekompressionshebel vorhanden ist und dessen Betätigung im Betrieb nicht zur Zerstörung des Motors führt, kann dieser auch darüber gestoppt werden. Bei Fahrzeugen mit Schaltgetriebe kann der Motor bei eingelegtem Gang durch Einkuppeln und gleichzeitigen Tritt auf die Bremse abgebremst und angehalten werden. Bei einem kräftigen Motor sollte hierfür ein möglichst hoher Gang gewählt werden.